# Mona Sax
Mona Sax è un personaggio immaginario, protagonista dei primi due episodi della serie di videogiochi Max Payne, Max Payne e Max Payne 2, al termine del quale morirà o sopravvivrà a seconda della difficoltà scelta dal giocatore. Il suo destino rimane quindi sconosciuto.
Nel film è interpretata da Mila Kunis e doppiata da Laura Romano.
Mona è la sorella gemella di Lisa Puncinello che verrà uccisa nel capitolo "Angelo della morte", di Max Payne, nella tenuta del marito. In Max Payne 2, nella casa stregata di Mona, è presente una sua foto con la sorella.
In Max Payne 2 è uno dei due personaggi giocabili assieme a Max Payne.

## Nei videogiochi
È apparsa per la prima volta in Max Payne nel capitolo "Uno spietato vendicatore solitario" della prima parte. Dopo che Payne ha ucciso Jack Lupino, Mona lo droga mettendogli una dose di valchiria nel bicchiere di whiskey. Payne si risveglia dall'incubo nei sotterranei del motel dei fratelli Finito, dove lo aspetta Frank "Mazza" Niagara, probabilmente Mona Sax aveva consegnato Payne lì.
Nel penultimo capitolo della terza parte, "Niente da perdere", è un'assassina su commissione incaricata da Nicole Horne, a sua volta membro del "Circolo Interno", un'associazione mafiosa, di uccidere lo stesso Payne. La Sax decide di disobbedire agli ordini della Horne, risparmiando Payne ma prendendosi una pallottola in testa e scomparve dietro le porte dell'ascensore che si chiuse. Appena l'ascensore ritornò, il corpo di Mona non c'era più, solamente una pozza di sangue e da allora non si ebbero più sue notizie.
In questo primo capitolo, Mona appare solamente nei romanzi illustrati e non la si vede fisicamente nel gioco. Tuttavia, quando nel capitolo 7 parte 3 ("Niente da perdere"), si incontra Mona, anche se si preme il tasto pausa prima che l'ascensore si chiuda, è possibile vedere solo la macchia di sangue e non il corpo.
Solo due anni dopo con la pubblicazione di Max Payne 2: The Fall of Max Payne, si scopre che Mona è ancora viva: è presente nel primo capitolo della prima parte, "Le porte dell'ascensore". Qui riesce a scappare dalla gang dei "Ripulitori". Mona Sax è inizialmente ricercata dalla NYPD per l'omicidio del senatore Sebastian Gate. In "Non c'è nessun noi", Mona va all'appartamento di Payne per poi scappare sfuggendo nuovamente alla gang dei "Ripulitori", che per ragioni non chiare, vuole eliminarla. Payne decide quindi di andare a trovarla nella sua "casa stregata" per unirsi a lei contro i "Ripulitori": in un edificio dell'Upper East Side, la Polizia viene attirata da una lunga sparatoria tra Payne - che sarà guidato dalla Sax nell'edificio - e i ripulitori, che si concluderà con l'arresto della Sax da parte della NYPD, la sospensione di Payne della NYPD stessa e la morte di Kaufman, il capo dei "Ripulitori". All'Upper East Side, ucciso dai "Ripulitori", muore anche Corcoran, uno dei pochi membri rimasti al Circolo Interno.
Arrestata viene accusata di aver partecipato ad una sparatoria contro la gang dei "Ripulitori" e di aver ucciso il senatore Gate. Riesce a scappare di galera, tornando a casa e aiutando ancora Payne nella sua crociata contro i "Ripulitori". Arrivata al cantiere, prima di incontrarsi con Payne viene arrestata dalla detective Valerie Winterson, collega di Payne. Payne uccide la Winterson cosicché la Sax possa scappare, fuggendo dagli agenti. Riappare nel quinto capitolo dell'ultima parte, "Un gioco a perdere", per salvare Payne e liberarlo mentre la sua "casa stregata" sta bruciando. Nel penultimo capitolo aiuta Payne ad entrare nella villa di Woden, e lo copre eliminando parte dei "Ripulitori". Payne però scopre che Mona Sax conosce la villa di Alfred Woden, e che quindi lavora come assassina su commissione per lo stesso Woden. Mona muore uccisa da Vladimir Lem, che in precedenza gli aveva offerto di lavorare assieme a lui. La Sax ha ucciso diversi membri del Circolo Interno avversi a Lem, anch'esso nell'associazione mafiosa, tra i quali anche Gate. Sopravvive invece se si finisce Max Payne 2 in modalità esperto. Non è quindi possibile stabilire se sia effettivamente morta.

## Armi
Nel primo capitolo, Mona possiede solamente una Desert Eagle; nel secondo, possiede anche una Dragunov, un fucile di precisione.

## Max Payne 3
Mona apparve nella sezione multiplayer di Max Payne 3 grazie a un codice presente nella Collector's Edition del gioco, ma in seguito fu pubblicato anche come DLC acquistabile separatamente. Venne menzionata nel capitolo 8 della storia.